# 德拉蒙德维尔

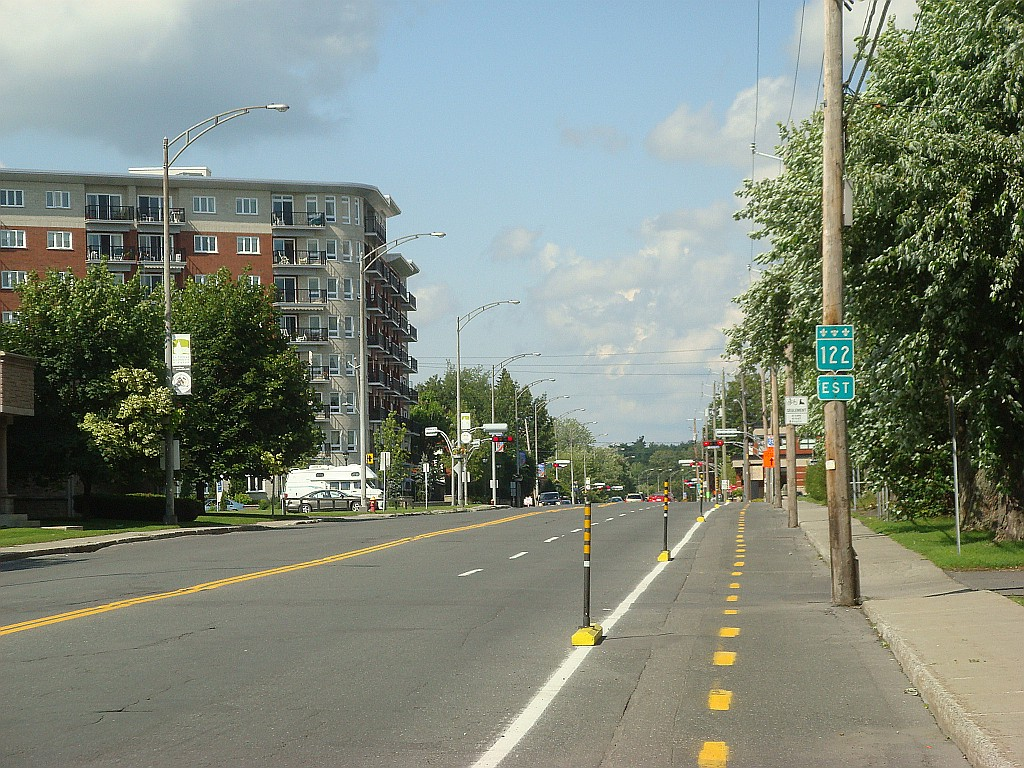
魁北克省道122號（聖皮爾街）東望向市区一景。

德拉蒙德維爾（法語：Drummondville，發音：[dʁɔmɔndvil] ⓘ）是加拿大魁北克省中魁北克地區德拉蒙德縣的一座城市。德拉蒙德維爾市坐落於圣弗朗索瓦河上，是德拉蒙德縣政府所在地。2011年的德拉蒙德維爾市人口逾七萬，是為中魁北克地區最大城市，亦是全魁北克省第八大城市。由於德拉蒙德維爾市位於滿地可與魁北克市中間，以及三河城和舍布魯克市中間，同時位於魁北克20號與55號公路的交匯處上，種種地理優勢造就了德拉蒙德維爾市成為中魁北克地區的重要交通樞紐。

## 歷史
德拉蒙德維爾市成立於1815年6月。起初是為參與1812年戰爭的士兵建立居所，另外用作守衛圣弗朗索瓦河流域的重要據地，力抗美軍入侵。成立德拉蒙德維爾市之時，以當時上加拿大副總督戈登·德拉蒙德命名。
1920年代，魁北克省當局於圣弗朗索瓦河興建水力發電設施，加速了該市的基建以及工業發展，亦令到德拉蒙德維爾市的人口急速增長。加上其位於魁北克省的中部，自然成為了省內其中一個重要的交通樞紐，更加令到德拉蒙德維爾市加速發展。
自1950年代，德拉蒙德維爾市數個市郊亦合併成為市区一部份。1955年，圣约瑟夫-德格朗塔姆市（Saint-Joseph-de-Grantham）及圣让巴蒂斯特市（Saint-Jean-Baptiste）先後加入德拉蒙德維爾市。另外德拉蒙德維爾市分別於1966年及1982年吞併德拉蒙德維爾西市（Drummondville-Ouest）及德拉蒙德維爾南市（Drummondville-Sud）。於1993年，加咸市（Grantham）合併入德拉蒙德維爾市。最新一次合併發生於2004年7月7日，當時聖尼塞福尔市（Saint-Nicéphore）、圣夏尔德德拉蒙德市（Saint-Charles-de-Drummond）和圣若阿基姆-德库尔瓦勒市（Saint-Joachim-de-Courval）合併入市區。

## 人口結構
2011年加拿大人口普查結果顯示德拉蒙德維爾市人口為71 852人，比2006年增長百分之6.6。一如其他魁北克城市，市內大部份人以法文為母語及日常語言，普及率達百分之96。其餘人士使用英語。僅百分之2.4的居民不諳兩種官方語言（英語或法語）。
| 德拉蒙德維爾人口結構一覽 | 德拉蒙德維爾人口結構一覽 | 德拉蒙德維爾人口結構一覽 | 德拉蒙德維爾人口結構一覽 | 德拉蒙德維爾人口結構一覽 | 德拉蒙德維爾人口結構一覽 | 德拉蒙德維爾人口結構一覽 |
| ------------------------ | ------------------------ | ------------------------ | ------------------------ | ------------------------ | ------------------------ | ------------------------ |
| 人口增長                 | 人口增長                 | 人口增長                 |                          | 居民語言（2011）         | 居民語言（2011）         | 居民語言（2011）         |
| 人口普查年份             | 人口                     | 增長（％）               |                          | 語言                     | 人口                     | 人口比率（％）           |
| 2011                     | 71,852                   | ▲ 6.6%                   |                          | 法文                     | 67,930                   | 96％                     |
| 2006                     | 67,392                   | ▲ 6.9%                   |                          | 英文                     | 780                      | 1.1%                     |
| 2004年合併               | 63,029                   | ▲ 26.1%                  |                          | 英文及法文               | 290                      | 0.4%                     |
| 2001                     | 46,599                   | ▲ 3.8%                   |                          | 非官方語言               | 1,745                    | 2.4%                     |
| 1996                     | 44,882                   | ▲ 4.0%                   |                          |                          |                          |                          |
| 1991                     | 43,171                   |                          |                          |                          |                          |                          |

## 文化及旅遊
德拉蒙德維爾自稱為「魁北克表達藝術及傳統首都」(法語：Capitale de l'Expression et des Traditions de Québec）。市內各處設有遊客中心，介紹魁北克傳統習俗和歷史，以及習俗的演變。市內最著名的景點包括「魁北克昔日村莊」（法語：Le Village Québecois d'antan）及一年一度的「世界文化節」（法語：Mondial des Cultures）。
市內多座古舊教堂，以及製糖木屋都是主要景點之一。
德拉蒙德維爾市，連同維多利亞維爾市（Victoriaville）及黎塞留河畔圣让市（Saint-Jean-sur-Richelieu）都自稱為魁北克美食肉汁奶酪薯条（Poutine）的發源地，引來許多慕名而來的食客前來品嚐。
此外，德拉蒙德維爾市亦是魁北克東部小鎮群（法語：Les Cantons-de-l'Est）的一員。每逢假日都會吸引大批從滿地可或是魁北克市來的人民前來德拉蒙德維爾的度假屋度假。

## 交通

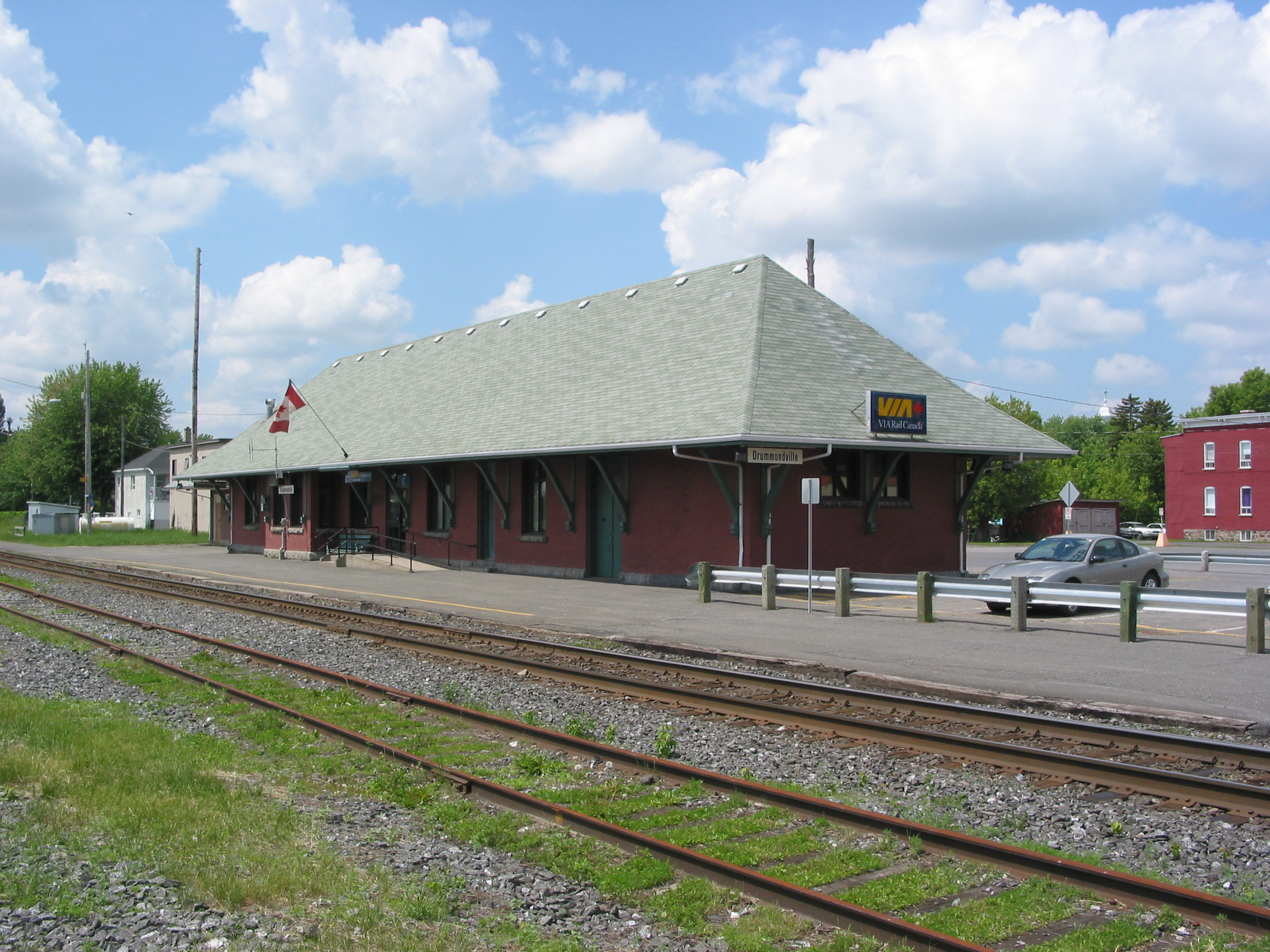
德拉蒙德維爾市火車站

德拉蒙德維爾市位於眾多魁北克主要城市的中心點。加拿大橫貫公路及連接滿地可和魁北克市的魁北克20號高速公路是來往德拉蒙德維爾的東西向主要高速公路，並於市內設有5個交匯處連接市內多個地區。連接舍布魯克及三河市的魁北克55號高速公路則是德拉蒙德維爾南北向的主要高速公路，並於市內與20號高速公路交匯。另外，魁北克省多條省道都穿越德拉蒙德維爾，包括省道122號、139號及143號。其中省道122號及143號均服務市中心地區，是為該市最繁忙的道路。
德拉蒙德維爾位於加拿大人口最密集的魁北克市-溫莎走廊上。德拉蒙德維爾站每日有最少五班由維亞鐵路承辦的客運火車，接載乘客前往滿地可及魁北克市等地。當地亦有接駁巴士，前往周邊規模較小的城市。
德拉蒙德維爾市機場則位於聖尼四科區附近，於市中心東南面約8公里。
德拉蒙德維爾市公車局為市內提供公車服務。

## 姊妹城市
- 法國 永河畔拉罗什
- 法國 贝尔什泰特
- 比利时 布赖讷拉勒

## 外部連結
- 官方網站 （法文）
- 德拉蒙地區歷史 （法文）
- 德拉蒙地區旅客網站 （页面存档备份，存于） （法文）